# Norra Granö och Bågskär
Norra Granö och Bågskär är en ö i Åland (Finland). Den ligger i Skärgårdshavet och i kommunerna Sund och Vårdö i landskapet Åland, i den sydvästra delen av landet. Ön ligger omkring 28 kilometer nordöst om Mariehamn och omkring 260 kilometer väster om Helsingfors.
Öns area är 83,1 hektar och dess största längd är 2,2 kilometer i nord-sydlig riktning.
Runt Bågskär är det mycket glesbefolkat, med 5 invånare per kvadratkilometer.

## Klimat
Inlandsklimat råder i trakten. Årsmedeltemperaturen i trakten är 4 °C. Den varmaste månaden är juli, då medeltemperaturen är 18 °C, och den kallaste är januari, med −8 °C.